# Souvenir (álbum)
| Críticas profissionais | Críticas profissionais |
| Avaliações da crítica  | Avaliações da crítica  |
| Fonte                  | Avaliação              |
| ---------------------- | ---------------------- |
| Allmusic               | [ 1 ]                  |

Souvenir é o quinto CD solo do guitarrista virtuoso estadunidense Eric Johnson. Lançado ao final de 2002 com o selo Vortexan, Souvenir traz de uma seleção de músicas inéditas de Johnson, gravadas ao longo de vários anos. Diferentemente dos outros álbuns do guitarrista, que é um confesso perfeccionista, este álbum apresenta um tratamento mais cru em sua produção.
A faixa Virginia seria incluída no álbum Ah Via Musicom, mas foi descartada por contrastar do projeto como um todo.

## Faixas do CD
Todas as faixas foram compostas por Eric Johnson, exceto onde indicado.
| N.º | Título                                    | Compositor(es)              | Duração |  |
| 1.  | "Get To Go"                               |                             | 4:47    |  |
| 2.  | "Space of Clouds"                         |                             | 2:49    |  |
| 3.  | "Paperback Writer (cover do The Beatles)" | John Lennon, Paul McCartney | 4:06    |  |
| 4.  | "Forever Yours"                           |                             | 4:12    |  |
| 5.  | "Hard Times"                              |                             | 3:00    |  |
| 6.  | "Climbing from Inside"                    |                             | 3:31    |  |
| 7.  | "I'm Finding You"                         |                             | 4:25    |  |
| 8.  | "Paladin"                                 |                             | 3:08    |  |
| 9.  | "Fanfare One"                             |                             | 1:58    |  |
| 10. | "Virginia"                                |                             | 4:12    |  |
| 11. | "A Memory I Have"                         |                             | 2:47    |  |
| 12. | "Dusty"                                   |                             | 1:23    |  |

## Créditos Musicais
- Eric Johnson - Vocais, Guitarra elétrica, Lap Steel Guitar
- Kyle Brock - Baixo elétrico (Faixa 1),
- Reggie Witty - Baixo elétrico (Faixas: 2, 3, 10)
- Rob Alexander - Baixo elétrico (Faixa 7), Vocais (Faixa 7)
- Tommy Taylor - Baterias (Faixas: 1 a 5, 10), percussão (Faixas: 1 a 5, 10)
- Stephen Barber - Sintetizador (Faixas: 5, 10)
- Larry Crooks - Tabla (Faixa 8)